# Richard Eckersley
Richard Jon Eckersley, angleški nogometaš, * 12. marec 1989, Salford, Anglija, Združeno kraljestvo.
Richard je mlajši brat nogometaša Adama Eckersleya.

## Klubska kariera
Eckersley je za Manchester United prvič nastopil februarja 2004, ko je pri štirinajstih letih zaigral na tekmi za moštvo do 17 let proti Manchester Cityju. Julija 2005 je začel trenirati na manchestrovi akademiji in kmalu začel redno igrati v moštvu do 18 let. V sezoni 2005/06 se je resno poškodoval, zaradi česar osem mesecev ni mogel igrati in je v tej sezoni zbral le tri nastope za ekipo. V sezoni 2006/07 je postal stalni član moštva do 18 let in je v vseh tekmovanjih zbral 25 nastopov. 15. februarja 2007 je prvič nastopil tudi za rezervno ekipo Manchester Uniteda, ko se je le-ta pomerila s klubom Bolton Wanderers F.C. 8. maja 2007 je bil vpoklican v prvo postavo na finalni tekmi Manchester Senior Cupa prosti Manchester Cityju. Zaigral je kot desni branilec, United pa je tekmo izgubil s 3:1.
Eckersley se je v sezoni 2007/08 uveljavil kot redni član rezervne ekipe Uniteda, s katero je zaigral na 23 tekmah. Za prvo ekipo je nepričakovano prvič zaigral decembra 2007, ko je na že odločeni tekmi v začetni fazi Lige prvakov vstopil v igro kot pozna zamenjava proti italijanskemu klubu A.S. Roma.
Za rezervno ekipo je redno nastopal tudi v sezoni 2008–09, bil pa je izbran za rezervnega igralca na klopi v tretjem kolu ligaškega pokala proti Middlesbroughu. Za prvo ekipo je prvič zaigral na tekmi FA pokala na Old Traffordu proti Tottenham Hotspuru 24. januarja 2009. Takrat je v 53. minuti zamenjal Fábia da Silvo, ki je takrat prav tako zaigral prvič. V Premier League je prvič nastopil tri dni kasneje, 27. januarja 2009, ko je v 71. minuti zamenjal Garyja Nevilla. United je takrat s 5–0 premagal West Bromwich Albion.

## Statistika kariere
| Klub              | Sezona           | Liga    | Liga | Pokal   | Pokal | Ligaški pokal | Ligaški pokal | Celinska prvenstva | Celinska prvenstva | Ostalo  | Ostalo | Skupaj  | Skupaj |
| Klub              | Sezona           | Nastopi | Goli | Nastopi | Goli  | Nastopi       | Goli          | Nastopi            | Goli               | Nastopi | Goli   | Nastopi | Goli   |
| ----------------- | ---------------- | ------- | ---- | ------- | ----- | ------------- | ------------- | ------------------ | ------------------ | ------- | ------ | ------- | ------ |
| Manchester United | 2008–09          | 2       | 0    | 2       | 0     | 0             | 0             | 0                  | 0                  | 0       | 0      | 4       | 0      |
| Manchester United | Skupaj           | 2       | 0    | 2       | 0     | 0             | 0             | 0                  | 0                  | 0       | 0      | 4       | 0      |
| Skupaj v karieri  | Skupaj v karieri | 2       | 0    | 2       | 0     | 0             | 0             | 0                  | 0                  | 0       | 0      | 4       | 0      |

Statistika posodobljena 24. maja 2009